# امننس (کنتاکی)
امننس (به انگلیسی: Eminence) شهری در ایالت کنتاکی کشور ایالات متحده آمریکا است که جمعیت آن در سرشماری سال ۲۰۱۰ میلادی، ۲٬۴۹۸ نفر بوده‌است.